# Rare Trax
Rare Trax – album kompilacyjny szwedzkiej grupy metalowej Meshuggah. Zawiera trzy utwory z pierwszego wydawnictwa zespołu Psykisk Testbild oraz inne utwory rzadko spotykane lub do tamtej pory nieopublikowane.

## Lista utworów
1. "War" – 2:48
2. "Cadaverous Mastication" – 7:51
3. "Sovereigns Morbidity" – 4:31
4. "Debt of Nature" – 7:19
5. "By Emptiness Abducted" – 4:51
6. "Don't Speak" – 3:28
7. "Abnegating Cecity" [Demo Version '90] – 6:24
8. "Internal Evidence" [Demo Version '90] – 7:01
9. "Concatenation" [Remix] – 6:17
10. "Ayahuasca Experience" – 4:32